# داون راي
داون راي (4 يناير 1941 - ) (بالإنجليزية: Dawn Rae)‏ هي لاعبة كريكت أسترالية. شاركت مع منتخب أستراليا الوطني للكريكت.

## وصلات خارجية
- داون راي على موقع إي آس بي آن كريك إنفو (الإنجليزية)